# William Chapman Ralston
 William Chapman Ralston (1826 - 1875), appelé le « bâtisseur San Francisco », est un banquier américain, qui a fondé la Bank of California et fait fortune lors de la conquête de l'Ouest en prêtant de l'argent aux mineurs du Comstock Lode, puis en développant de nombreux projets immobiliers à San Francisco, assis sur la valeur des actifs financiers achetés par la banque.  

## Biographie
William Chapman Ralston est né à Wellsville, Ohio. Il participe à la ruée vers l'or en Californie, après avoir voyagé via le chemin de fer du Panama et la Pacific Mail. En 1854, il s'établit à San Francisco et travaille pour diverses banques pendant une dizaine d'années, devenant aussi actionnaire de la compagnie de bateaux à vapeur, la Pacific Mail.

### La première banque de l'Ouest américain
William Chapman Ralston fonde la Bank of California le 8 juillet 1864 à San Francisco, avec Darius O. Mills. Il en est le trésorier. Une action de 100 dollars est vendue à chacun des 22 principaux hommes d'affaires de  Californie, cotée sur la Bourse de San Francisco. La première banque de l'Ouest et bientôt la deuxième des États-Unis embauche un autre ressortissant de l'Ohio, William Sharon pour tirer profit du Comstock Lode, vaste gisement d'argent découvert en 1859. Elle gagne des parts de marché en prêtant de l'argent à 2 % aux compagnies minières qui tentent de survivre, alors que les petites caisses d'Epargne prêtent à 4 % ou 5 %. La banque finance aussi chemin de fer, la Virginia and Truckee Railroad, qui achemine le minerai vers les moulins de la Carson (rivière) et ramène au retour du bois d'une de ses forêts privées pour les galeries de mines. 
En janvier 1869, la banque se fait souffler la mine de Hale and Norcross par James Graham Fair et John William Mackay, au terme d'un bataille boursière qui avait viré au corner, le cours montant à 7 100 dollars, mettant en difficulté ceux qui ont pratiqué la vente à découvert. La Bourse de San Francisco propose alors qu'une liste d'actions victime de corner puisse être temporairement dispensé d'appel de marge, mais cette décision est ensuite elle-même suspendue. Comme les cours de la quinzaine de compagnies minières détenues par la banque ont monté, cette dernière considère qu'elle a assez de fonds propres pour brasser un volume d'affaires croissant à crédit, sans augmentation de capital.

### La multitude de projets immobiliers
William Chapman Ralston finance de très nombreux projets immobiliers à San Francisco : le Théâtre de Californie, la rénovation de la rue Montgomery Street, l'Université de Californie à Berkeley, le Ralston Hall et le futur Palace Hotel, qui doit être achevé en 1875. Pour cela, il a embauché l'architecte irlandais John Painter Gaynor, qui avait déjà travaillé sur le "Ralston Hall". Le terrain à lui seul est acheté 400 000 dollars, en pleine spéculation immobilière à crédit et la construction va coûter 5 millions de dollars, l'équivalent du capital de sa banque. Elle dure quatre ans et le palace ouvre le 2 octobre 1875, le jour où la Bank of California rouvre les siennes après avoir fait faillite en août. Le palace est appelé Bonanza Inn, du nom du Big Bonanzza qui a permis à la Bank of California de financer sa construction. Il s'effondrera dans l'incendie causé par le séisme de 1906 à San Francisco, qui détruisit plus de 80 % de la ville, et sera reconstruit, en moins flamboyant, en 1909. Il investit aussi massivement dans la "San Joaquin Valley" et dans l'acquisition de la Spring Valley Water Company. Lors de la faillite de 1875, le conseil d'administration découvre qu'il avait financé des très nombreux spéculateurs immobiliers.

### La trahison d'un associé stratégique
Au printemps 1875, ses rivaux irlandais fondent la Banque du Nevada et s'attaquent ouvertement au monopole de la Bank of California, en se dotant d'un capital du même montant, 5 millions de dollars, levé en quelques mois grâce à l'énorme dividende d'un million de dollar tiré de la Big Bonanzza, filon découvert en mars 1873. William Chapman Ralston ne peut en faire autant : il avait massivement acheté des actions de l'Ophir Mine, la mine voisine, en laissant entendre qu'elle bénéficierait aussi de la Big Bonanzza, mais une rumeur court voulant que ce soit très loin d'être le cas. Son propre associé William Sharon, chargé des opérations minières à la banque, vend ses actions de l'Ophir Mine, qui passent de 315 à 65 dollars entre le 7 janvier et la mi-février 1875. Le château de carte s'écroule: la banque n'a plus de quoi gager ses emprunts et le "Palace Hotel" n'est pas achevé. Les spéculateurs s'en donnent à cœur joie, par la vente à découvert.

### Le suicide dans les vagues du Pacifique
Les 16 et 17 juillet 1875, le directeur des monnaies des États-Unis H.A. Linderman et le professeur R.E. Rodgers, de l'Université de Pennsylvanie, sont appelés à la rescousse pour inspecter les mines du Big Bonanzza, avec un journaliste du New York Tribune, mais leur rapport arrivera trop tard. Le 26 août 1875, un incendie fait 10 millions de dégâts sur le Comstock, touchant en particulier l'Ophir Mine. Le jour même, la Bank of California ferme ses portes et demande à son président de démissionner. On lui reproche en particulier d'avoir vendu précipitamment ses parts dans la compagnie de chemin de fer et d'avoir réalisé une augmentation de capital sans consulter le conseil d'administration. Le lendemain, William Chapman Ralston, qui nageait régulièrement dans la Baie de San Francisco ne revient pas de sa promenade et son corps est retrouvé non loin d'un quai. Plusieurs milliers de personnes suivent ses obsèques.